# Uragano all'alba
Uragano all'alba è un film del 1942 diretto da John Farrow, con Paul Muni e Anna Lee.

## Trama
Erik Toresen, un vedovo di indole pacifica, è spinto a passare all'azione dopo che i nazisti hanno occupato il suo villaggio di pescatori norvegese. 
Gli abusi del nemico portano Erik a formare un gruppo di Resistenza.
Erik uccide il capo dei nazisti che occupano il villaggio e fugge in Gran Bretagna per guidare alcuni Commandos britannici in un raid su una pista segreta che i tedeschi stanno costruendo sulla costa norvegese.

## Produzione
Ispirato alle incursioni dei commando del 1941 in Norvegia, la Columbia Pictures registrò il nome "Commandos Story" nel 1941, ipotizzando che il titolo avrebbe potuto dare spunto a un film.
Il film venne girato nell'area di Greater Victoria, Canada.
Saanich Inlet rappresentò i fiordi norvegesi. 
La pista di atterraggio è quello che sarebbe diventato il Victoria International Airport. 
Hall's Boat House è il luogo in cui vennero girate le scene del molo. 
L'esercito canadese fornì un gran numero di truppe e attrezzature militari mentre la RCAF fornì gli aerei mostrati, due Bristol Bolingbrokes e due Westland Lysanders.
La nave usata nel film era la HMCS Prince David (F89), un ex piroscafo CN che era stato convertito in un incrociatore mercantile armato nel 1940.
Durante gli anni '30 Oak Bay, nella Columbia Britannica, era l'originale "Hollywood North", quando quattordici film furono prodotti nell'area Greater Victoria tra il 1933 e il 1938. 
Un edificio espositivo fuori stagione sul Willows Fairgrounds fu convertito in un set cinematografico e i film furono prodotti con star come Lillian Gish, Paul Muni, Sir Cedric Hardwicke, Edith Fellows, Charles Starrett e Rin Tin Tin Jr.